# Полушка

1/4 копейки, Николай II, 1899

Полу́шка — русская монета достоинством в половину деньги. В исторических письменных источниках упоминается также под названием полуденга. Термины «полуденга» и «полушка» являются синонимами, но первое название, вероятно, появилось раньше.
Полушка появилась как серебряная монета в конце XIV века. Полушки чеканились в Великом княжестве Московском с уделами со времени правления Василия Дмитриевича, а также в Ростовском и Нижегородско-Суздальском княжествах. В Новгороде чеканка этого номинала зафиксирована только во времена Ивана III. В правление Василия III чеканка полушек осуществлялась также в Твери и Пскове.
Денежная реформа 1535 года, осуществлённая Еленой Глинской, унифицировала полушку как общегосударственный номинал, равный ½ «московки» (московской денги) и ¼ «новгородки» (новгородской денги или копейки), и установила для неё весовую норму около 0,17 грамма серебра. Полушка продолжала чеканиться как серебряный номинал вплоть до царствования Михаила Фёдоровича (1613—1645), когда порча монетной стопы сделала её выпуск бессмысленным.
Денежная реформа Петра I ввела в обращение медную полушку как номинал, эквивалентный ¼ медной копейки. С 1700 по 1810 год и в 1850—1866 годах номинал на монетах обозначался словом «полушка», с 1839 по 1846 год и с 1867 по 1916 год — «¼ копейки».

## Галерея

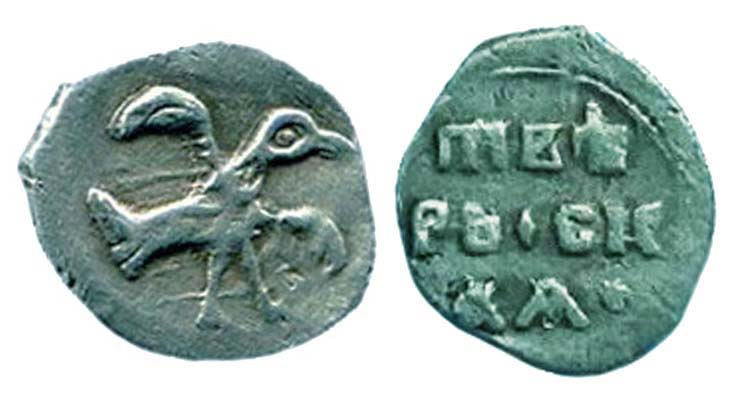
Иван Грозный. Тверская полушка.

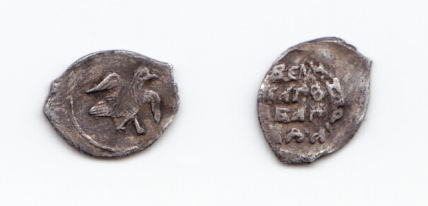
Серебряная полуденга, Иван Грозный, 1535-1584. Чеканка Великого Новгорода, размер 8,6 х 6,7 мм, вес 0.15 г.
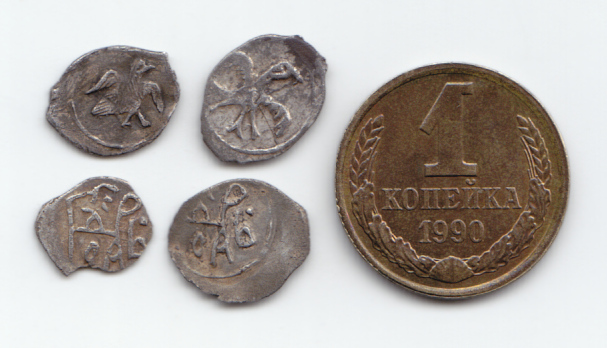
Полуденги XVI века в сравнении с копейкой СССР. Вверху слева новгородской чеканки, остальные - московской. Серебро, легенда вязью "ГОСУДАРЬ".
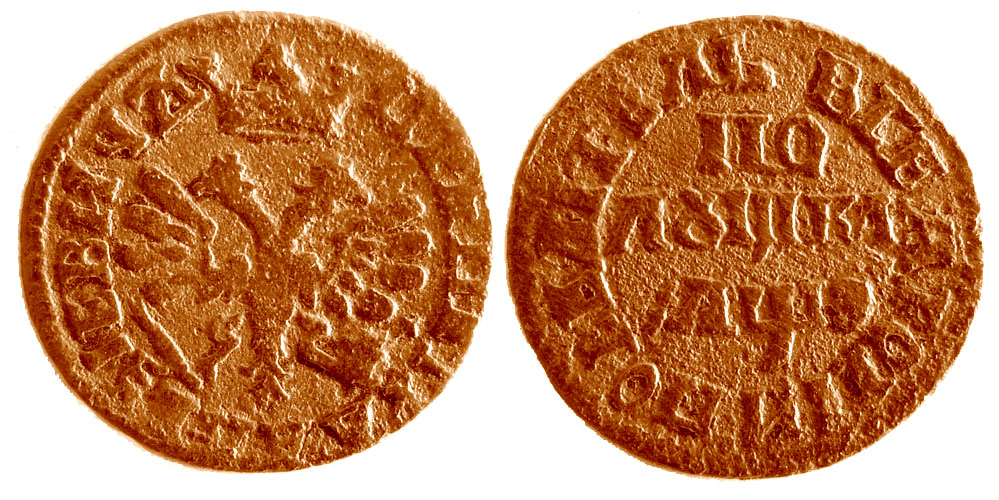
Медная полушка, Пётр I, 1707
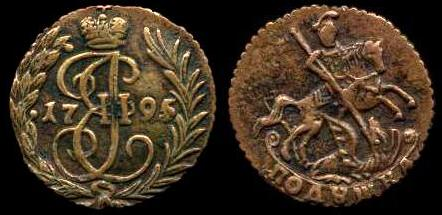
Медная полушка, Екатерина II, 1795
Медные 1/4 копейки серебром, Николай I, 1842